# Cliff Bentz

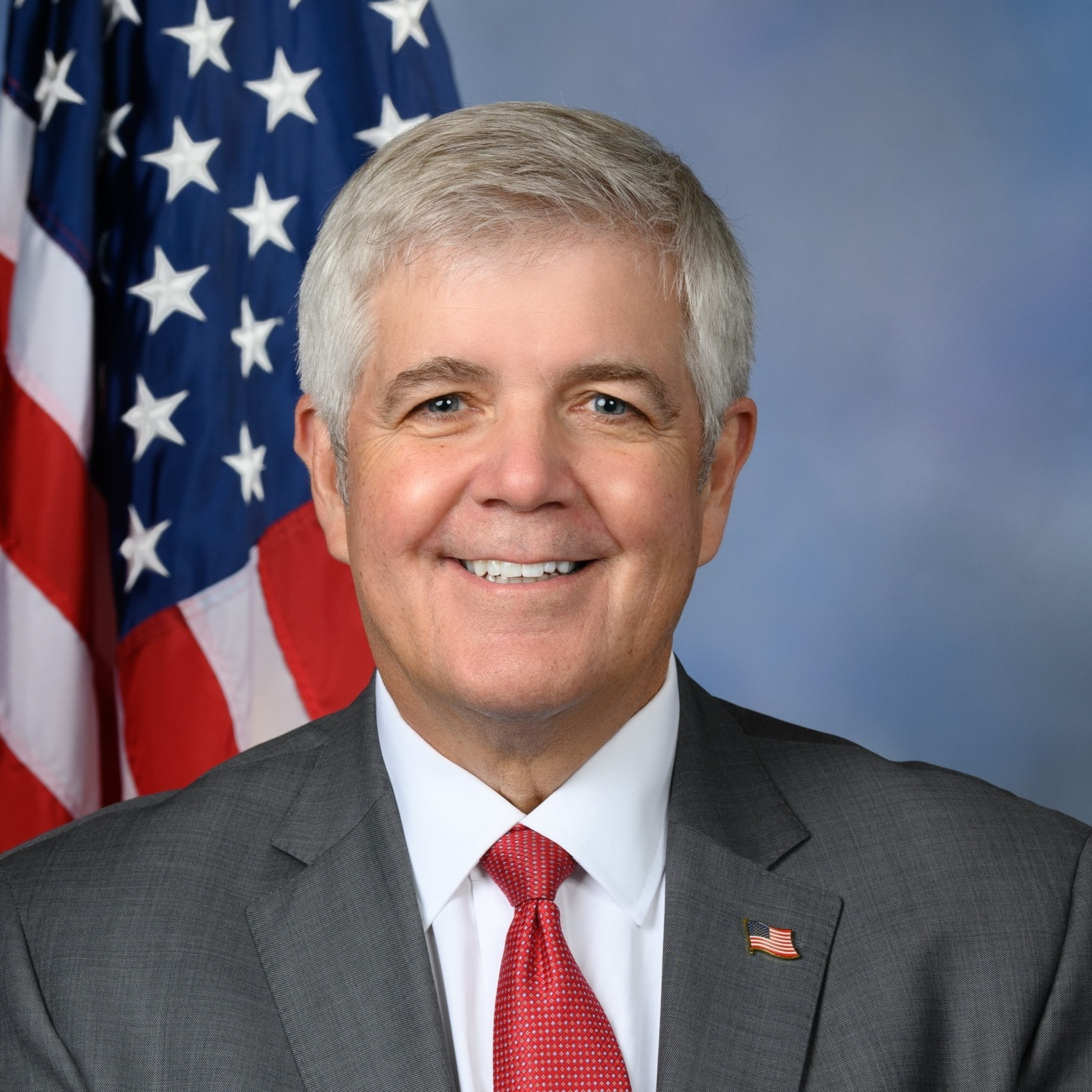
Cliff Bentz (2021)

Cliff Stewart Bentz (* 12. Januar 1952 in Salem, Marion County, Oregon) ist ein US-amerikanischer Politiker der Republikanischen Partei. Seit Januar 2021 vertritt er den zweiten Distrikt des Bundesstaats Oregon im Repräsentantenhaus der Vereinigten Staaten.

## Privatleben
Cliff Bentz stammt in dritter Generation aus Oregon und war das zweite von sieben Kindern. Er hat am Eastern Oregon State College (heute Eastern Oregon University) in La Grande studiert, und 1974 mit einem Bachelor of Science abgeschlossen. Am Lewis & Clark College in Portland studierte er Jura und erwarb den Juris Doctor (J.D.).
Er ist seit 1987 mit der Tierärztin Lindsay Norman verheiratet und hat zwei Kinder.

## Politik
Von 2008 bis 2018 saß Cliff Bentz in Oregon für den 60. Wahlkreis im Repräsentantenhaus von Oregon. Danach war er für die Zeit von 2018 bis 2020 zum Senator im Senat von Oregon gewählt.
Er konnte die Wahl zum Repräsentantenhaus der Vereinigten Staaten 2020 am 3. November für zweiten Kongresswahlbezirk des Bundesstaats Oregon im US-Repräsentantenhaus mit 59,9 % gegen Alex Spenser von der Demokratischen Partei und Robert Werch von der Libertarian Party gewinnen. Bentz trat sein Mandat am 3. Januar 2021 an und löste Greg Walden ab, der  nicht zur Wiederwahl angetreten war.
Die Primary (Vorwahl) seiner Partei für die Wahlen 2022 am 17. Mai konnte er mit 76,7 % deutlich gewinnen. Er trat am 8. November 2022 gegen Joseph Yetter  von der Demokratischen Partei an und setzte sich mit 67,6 % bei der Wahl zum 118. Kongress durch. Bei der Vorwahl zur Wahl zum 119. Kongress setzte er sich mit 81,7 % deutlich durch. Die Wahl 2024 gewann Bentz mit 64 % gegen den Demokraten Dan Ruby. Seine aktuelle, dritte Legislaturperiode im Repräsentantenhaus des 119. Kongresses läuft noch bis zum 3. Januar 2027.

### Ausschüsse
Bentz ist aktuell Mitglied in folgenden Ausschüssen des Repräsentantenhauses:
- Committee on Natural Resources
  - For Indigenous Peoples of the United States
  - Water, Oceans, and Wildlife (Ranking Member)
- Committee on the Judiciary
  - Antitrust, Commercial, and Administrative Law
  - Courts, Intellectual Property, and the Internet

Außerdem ist er Mitglied in 13 Caucuses.